# Leyes antimáscaras
Las leyes antimáscaras se refieren a iniciativas penales o legislativas mediante las cuales se procura evitar el ocultamiento de rostros de individuos que suelen hacerlo por razones políticas o religiosas.

Legislaciones antimáscaras durante actos públicos en el mundo (2025)
Prohibición nacional de cubrir el rostro completamente
Prohibiciones locales o regionales de cubrir el rostro completamente
Prohibición de venta y fabricación
Prohibiciones parciales de cubrir el rostro en algunas localidades

## América

### Norteamérica

#### Estados Unidos
- Las leyes antimáscaras datan de mediados del siglo XX, cuando estados y municipios empezaron a aprobarlas para impedir el uso de máscaras al Ku Klux Klan, cuyos miembros típicamente portaban capuchas de lino blanco para ocultar su identidad.[1]

- En la actualidad, protestantes políticos enmascarados, tales como los de Occupy Wall Street, han sido objetivo de las leyes mencionadas.[2][3][4][5]

#### Canadá
- Después de varias protestas de perfil alto, el Parlamento canadiense introdujo el proyecto de ley C-309, por el cual se prohíbe usar máscaras durante un disturbio u otra reunión ilegal.[6][7] El proyecto se convirtió en ley el 19 de junio de 2013.[8]  A quienes se juzga en acatamiento de esta ley enfrentan hasta 10 años en prisión.[9]

### Sudamérica

#### Chile
Como uno de los proyectos de ley y reformas impulsadas como consecuencia de las protestas de 2019, donde ocurrieron una serie de disturbios y actos vandálicos por parte de encapuchados, el Gobierno de Sebastián Piñera envío al Congreso Nacional un paquete de medidas dentro de su agenda de «seguridad ciudadana», donde contempla sanciones a quienes ocultan su rostro en las manifestaciones. En septiembre de ese mismo año, parlamentarios chilenos habían enviado el «proyecto de ley que establece el ocultamiento de la identidad como tipo penal, circunstancia agravante y caso de flagrancia», al considerar que en Chile están dadas todas las garantías y libertades democráticas para manifestarse pacíficamente a rostro descubierto, sin alterar el orden público.

## Europa

Legislaciones antimáscaras durante actos públicos en Europa (2025)
Prohibición nacional de cubrir el rostro completamente
Prohibiciones locales o regionales de cubrir el rostro completamente
Prohibiciones parciales de cubrir el rostro en algunas localidades

### Alemania
- Desde los años 1980, según el apartado 17a Abs. 2 de la Versammlungsgesetz (Ley de reunión), en reuniones públicas como manifestaciones se debe no ocultar el rostro, de modo que la policía sea capaz de identificar a los participantes. La violación de esta disposición se puede sancionar con multa o encarcelamiento de hasta un año.[11]

### Austria
- Desde 2002, en Austria, según el artículo 9 de la Ley de reunión (Versammlungsgesetz), está prohibido enmascararse durante las manifestaciones. Si la máscara no amenaza la seguridad y el orden público, el no acatamiento a la ley no amerita detención de los portadores. Si ocurren ofensas reiteradas, según el inciso 19a de la ley mencionada, su no observancia implica privación de la libertad, de seis meses a un año, o multa.

### Dinamarca
- En este país escandinavo, usar máscaras en una protesta es ilegal.[12]

### España
- Según la Ley de Seguridad Ciudadana, las infracciones en materia de dicha ley pueden acarrear una sanción más grave si se ha utilizado "cualquier tipo de prenda u objeto que cubra el rostro, impidiendo o dificultando la identificación". (Art. 33.2.c)[13]

### Francia
- La prohibición francesa del cubrimiento de cara se basa en una ley parlamentaria aprobada por el Senado el 14 de septiembre de 2010, por la cual se insta a no portar –en espacios públicos, con excepción de circunstancias específicas– accesorios que cubran la cara, incluidos cascos, máscaras, pasamontañas, velos islámicos (nicabs) y otros textiles.

### Reino Unido
- Durante las protestas del Reino Unido en contra de la austeridad en 2011, una de las políticas temporales discutidas en la reunión del Cabinet Office Briefing Room (COBRA) fue la prohibición de cubrimiento de la cara durante los disturbios. Generalmente solo reforzada en áreas en etapas de protestas, ningún manifestante fue arrestado por únicamente usar máscaras. Se limitaron a ordenarles que se descubrieran. Sin embargo, muchos detenidos que cometieron otros crímenes, como saqueos o ataques a oficiales de policía, fueron acusados de no cumplir la prohibición de las máscaras, además de otras infracciones cuando los llevaban a la corte.

### Suecia
- Según la Ley de prohibición de enmascarase en algunos casos,[14] se prohíbe a los participantes de una manifestación cubrirse la cara, parcial o completamente, de manera tal que dificulte la identificación. Esta disposición se aplica solamente si las manifestaciones causan perturbación del orden público, o si implican peligro inmediato. La prohibición no aplica si es parte de celebraciones religiosas. Tampoco es aplicable a manifestantes autorizados según el inciso 2 Ch. 7a de la Ley de Orden.

### Suiza
- En los cantones Basilea (1990), Zúrich (1995), Berna (1999), Lucerna (2004), Thurgau (2004), Solothurn (2006) y San Gallen (2009) hay leyes por las cuales se prohíbe el uso de máscaras.

### Ucrania
- Varios días después que la policía de Berkut se enfrentó a protestantes del Euromaidán, la Rada promulgó la ley 721-VII, por la cual se prohibía el uso de máscaras, cascos y vestimenta de camuflaje por personas participantes en concentraciones, reuniones, manifestaciones, protestas, marchas u otros eventos masivos. La pena impuesta con motivo de estas violaciones puede ser multa de alrededor de 400$ o arresto administrativo de hasta 15 días.[15] La ley fue revocada en enero de 2014.[16][17][18]